# Kepet
Kepet is een bestuurslaag in het regentschap Madiun van de provincie Oost-Java, Indonesië. Kepet telt 1805 inwoners (volkstelling 2010).